# بیمارستان (فیلم ۱۹۷۱)
بیمارستان (انگلیسی: The Hospital) یک فیلم کمدی، درام و معمایی  آمریکایی محصول سال ۱۹۷۱ به کارگردانی آرتور هیلر با بازی جرج سی. اسکات در نقش دکتر هربرت بوک است. این اثر توسط پدی چایفسکی نوشته شد که در سال ۱۹۷۲ جایزه اسکار بهترین فیلمنامه اصلی را دریافت کرد. چایفسکی نیز روایتگر فیلم است و یکی از تهیه کنندگان آن بود. او کنترل کاملی بر انتخاب بازیگران و محتوای فیلم داشت.
این فیلم برنده جایزه بهترین فیلم‌نامه اسکار (۱۹۷۱)، گلدن گلوب (۱۹۷۱) و بفتا (۱۹۷۲) بوده است.

## بازیگران
- جرج سی. اسکات
- دایانا ریگ
- ریچارد دیسارت
- برنارد هاگز
- استیون الیوت
- نانسی مارچاند
- رابرتس بلوسوم
- کاترین هلموند
- فرنسیس استرنهیگن
- رابرت والدن

## تولید
این فیلم در مرکز بیمارستان متروپولیتن در نیویورک فیلمبرداری شده است. فرانک تامپسون لباس‌های این فیلم را طراحی کرد.

## باکس آفیس
این فیلم ۹ میلیون دلار فروش در آمریکای شمالی به دست آورد.